# ГАЗ-46

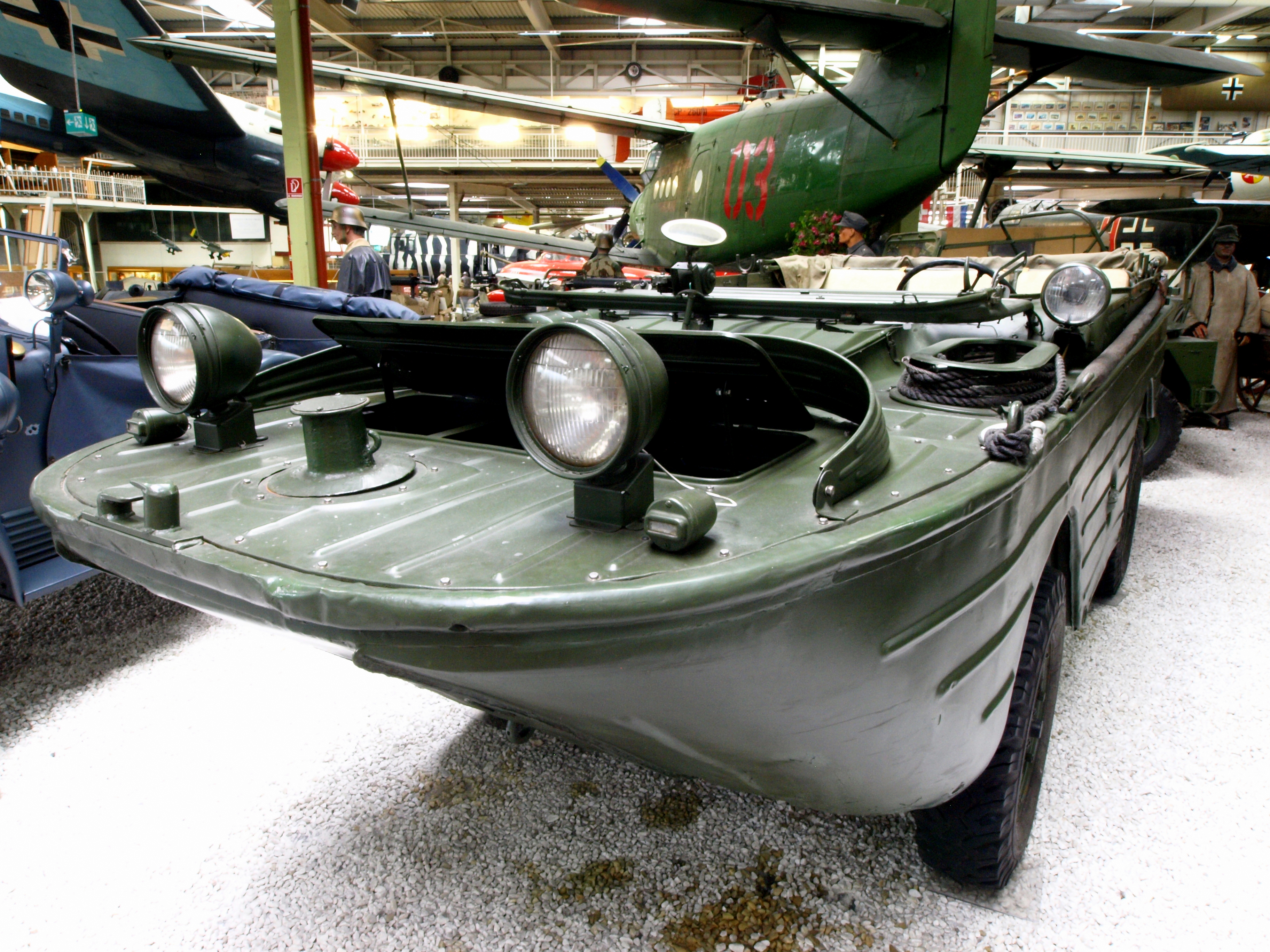
Малый автомобиль водоплавающий (МАВ).

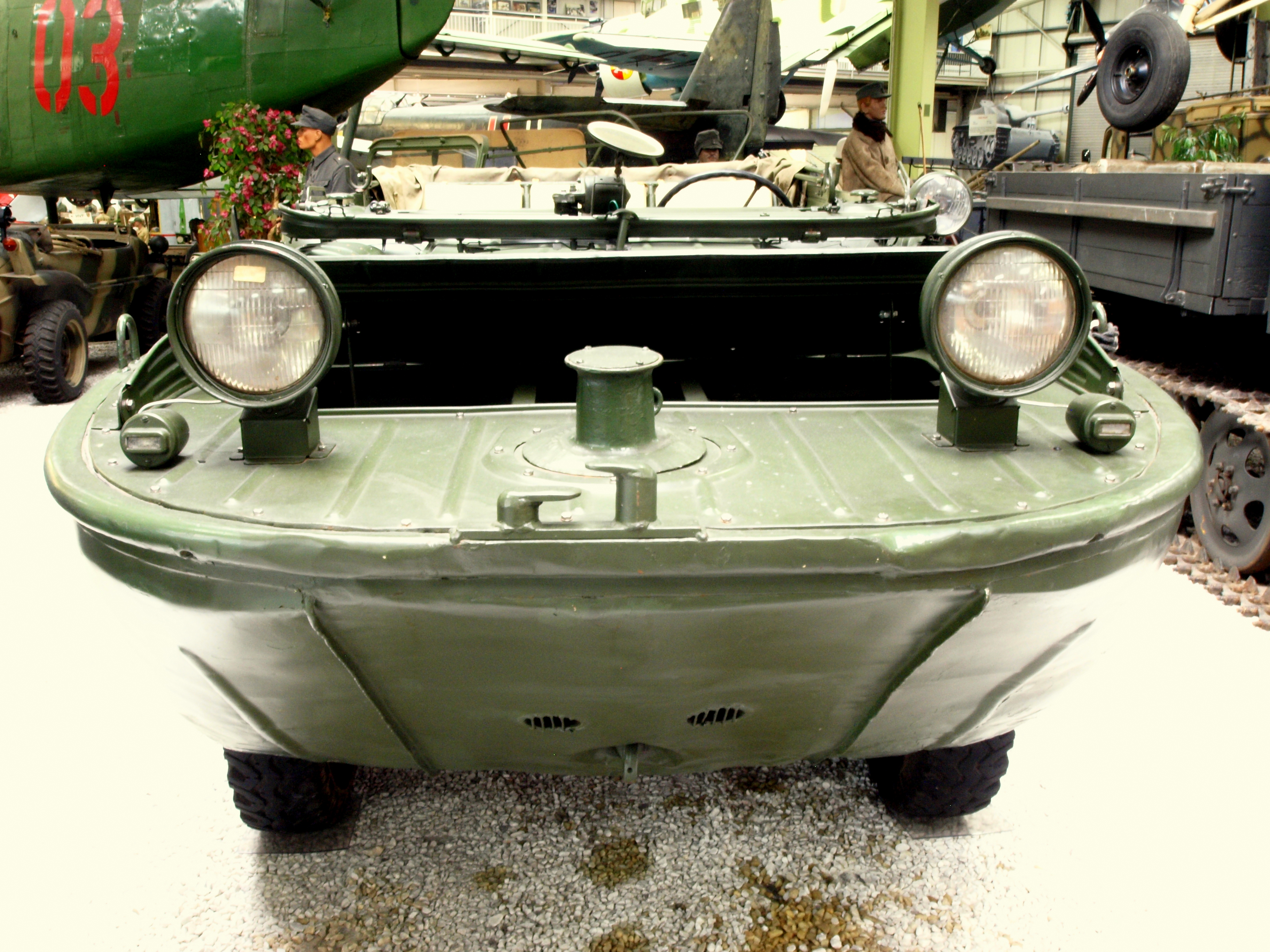
Малый автомобиль водоплавающий (МАВ).

ГАЗ-46 — плавающий автомобиль, выпускался Горьковским автозаводом с 1953 года.
Армейское обозначение машины — «МАВ» (малый автомобиль водоплавающий). Автомобиль «МАВ» предназначен для обеспечения действий разведывательных подразделений, а также для проведения инженерных работ на воде.

## История
ГАЗ-46 был построен по мотивам ленд-лизовского Ford GPA на узлах и агрегатах серийного ГАЗ-69, имеет специальный водонепроницаемый металлический корпус для придания плавучести и гребной винт для движения на плаву.
На плаву машина могла передвигаться посредством трёхлопастного гребного винта, приводимого карданным валом от раздаточной коробки. Направление движения в воде изменялось судовым рулём, находящимся в струе воды, отбрасываемой винтом. Привод к рулю был тросовый, от катушки, насаженной на вал рулевого колеса. Отличительной особенностью этой амфибии являлись колёса особой конструкции, позволяющие для увеличения проходимости двигаться на подспущенных шинах без риска их проворачивания и попадания воды внутрь покрышки. На щитке приборов имелись тахометр и сигнальная лампочка появления воды в трюме. Корпус автомобиля внутри разделен вертикальными стенками на три отделения: носовое, среднее и кормовое.
ГАЗ-46 оснащался четырёхцилиндровым двигателем от ГАЗ-М20 «Победа», от ГАЗ-69 была заимствована трансмиссия и подвеска колёс. Выпуск автомобиля продолжался вплоть до 1958 года, когда производство базового ГАЗ-69 было передано на УАЗ. На УАЗе в то время не было производственной возможности выпускать ГАЗ-46, что, наряду со сравнительно невысокой потребностью в этом автомобиле, и послужило причиной к прекращению производства.

## Технические характеристики
вес автомобиля, кг: 1270
грузоподъемность на суше, т: 0,5
грузоподъемность на воде, т: 0,5
вместимость, чел: 5
ширина, мм: 1750
длина, мм: 5070
высота по рулевому колесу, мм: 1500
высота по тенту, мм: 2000
колея, мм: 1450
база, мм: 2300
максимальная скорость, км/ч: 90
средняя скорость по шоссе, км/ч: 48
максимальная скорость движения на плаву, км/ч: 10
запас хода на горючем по суше, км: 300—500
запас хода на горючем по воде, час: 5

## Эксплуатация
МАВ состояли на вооружении отдельных переправочно-десантных батальонов, понтонно-мостовых полков.

## Музейные экспонаты
- Музейный комплекс УГМК, г. Верхняя Пышма, Свердловская область.
- Ассоциация Клуб русская морская традиция, Истринский район|деревня Рождествено| территория отеля МИСТРАЛЬ.

## В игровой и сувенирной индустрии
Масштабная модель ГАЗ-46 в промышленных масштабах в СССР не выпускалась.
В декабре 2012 года фирма РСТ выпустила для журнальной серии «Автолегенды СССР» издательского дома ДеАгостини модель ГАЗ-46 в масштабе 1:43.